# Janko Bobetko
Janko Bobetko (Crnac, 1919. január 10. – Zágráb, 2003. április 29.) horvát tábornok, 1992-től 1995-ig a Horvát Köztársaság fegyveres erőinek vezérkari főnöke volt.

## Élete

### Ifjúkora és világháború utáni tevékenysége
A közeli Sziszeken járt középiskolába, majd beiratkozott a Zágrábi Egyetem Állatorvosi Karára. 1938-ban a Horvátországi Kommunista Párt (KPH) tagja lett, 1941-ben részt vett a térségében zajló felkelés előkészítésében. A második világháború alatt századkomisszári, zászlóaljparancsnoki, dandárkomisszári és hadosztálykomisszári tisztségeket töltött be.
A háború alatt háromszor sebesült meg (1943-ban, 1944-ben és a legsúlyosabban 1945. január 3-án a Verőcéhez közeli Bakva melletti harcokban). Súlyos sérülése után Magyarországon és Belgrádban kezelték. 1943. május 1-jén a Népi Felszabadító Hadsereg és Jugoszlávia partizánkülönítményeinek hadnagya lett és a háború végére alezredessé küzdötte fel magát. Apját és három testvérét is az usztasák ölték meg.
A második világháború befejeztével és sebesüléseinek következményeiből felépülve a jugoszláv hadsereg aktív szolgálatában maradt, és Stip, Szabadka, Szarajevó, Belgrád, Dubrovnik, Split és Zágráb helyőrségeiben szolgált. Ezredessé, majd vezérőrnaggyá (1956) és altábornaggyá (1967) léptették elő.
Különféle politikai és katonai feladatokat látott el: volt hadosztálykomisszár, a szarajevói gyalogsági tiszti iskola politikai biztosa, a belgrádi Nemzetvédelmi Államtitkárság Katonai Személyzeti Ellátási Igazgatóságának vezetője, a Dubrovniki tengerészgyalogsági különítmény parancsnoka. 1959-ben Splitben a Jugoszláv Haditengerészet hadtáp parancsnoka lett, majd 1966-ban a zágrábi 5. hadsereg körzetének vezérkari főnökévé nevezték ki.
Aktív katonai szolgálata a JNA altábornagyaként 1971. december 2-án kényszernyugdíjazásával ért véget. A „horvát tavasz” idején végzett politikai tevékenysége miatt kizárták az SKJ-ből, és eltiltották a nyilvános szerepléstől.

### Tevékenysége a horvátországi háborúban
Az 1990-es első többpárti választások után Horvátországban bekövetkezett változások lehetővé tették számára, hogy 18 év politikai elszigeteltség után újra bekapcsolódjon a horvát politikai életbe. 1991. július 18-án kinevezték a Banija-Korduni körzet katonai parancsnokává. 1992. január 4-én a Horvát Hadsereg (HV) tábornokává nevezték ki.
1992. január 8-án a Honvédelmi Minisztériumban a horvát hadsereg hadi ellátási, kiképzési és oktatási főtanácsadójává nevezték ki. Ebben a beosztásban 1992. április 10-ig maradt, amikor a déli hadszíntéren (Splittől Dubrovnikig) a horvát hadsereg összes egységének parancsnokává nevezték ki. Ebben a pozícióban 1992. november 20-ig maradt. A déli hadszíntér parancsnokaként megszervezte a Dubrovnik blokádjának feloldására és Horvátország legdélebbi részének felszabadítására irányuló hadművelet előkészítését és végrehajtását.
1992. november 20-án kinevezték a horvát hadsereg vezérkari főnökévé. Ebben a beosztásban 1995. június 15-ig maradt, és irányította a Horvát Hadsereg minden szervezeti, szerkezeti, személyi és hadieszköz állományának előkészítését a Horvát Köztársaság összes megszállt területének végleges felszabadítására. Különös figyelmet fordított a személyi feltételekre, az iskoláztatásra, valamint a komplex hadgyakorlatok lebonyolítására és a lövészetre.
A horvát fegyveres erők vezérkari főnökeként ő irányította a felszabadító katonai-rendészeti műveletek összes tervezését: különös tekintettel a „Maslenica”, „Medački džep” (Medaki zseb), a „Bljesak” (Villám) és az „Oluja” (Vihar) hadműveletekre. Tagja volt a Honvédelmi Minisztérium Katonai Tanácsának (1992), a Horvát Köztársaság Honvédelmi Tanácsának (1992), a Védelmi és Nemzetbiztonsági Tanácsnak (1993), valamint az Elnöki Védelmi és Nemzetbiztonsági Tanácsnak (1993-1993, 1995). 1995. május 24-én a HV vezérkarának tábornokává léptették elő, és 1995. július 15-én vonult nyugdíjba.

### A háború után
Nyugdíjba vonulásakor politikailag aktívvá vált, és az 1995-ös választásokon a horvát parlamentben másodszor is képviselővé választották. Ebben az időszakban a Képviselőház Háborús Veterán Bizottságának elnöke, a Belpolitikai és Nemzetbiztonsági Bizottság tagja, a Választási, Kinevezési és Közigazgatási Bizottság tagja, a Történelmi és Háborús Áldozatok Állami Bizottságának tagja, valamint és az Elnöki Tanács szociális, ifjúság és sport ügyekért felelős tagja volt.
A horvát fegyveres erőknél végzett munkájáért számos kitüntetést kapott: Honvédő Háborús Emlékérem (1992), Horvát Lóhere Érdemrend (1995), Jelačić Bán-Rend (1995), Domagoj Fejedelem-lánc (1995) ), Petar Krešimir király-rend IV. szalaggal és a csillaggal (1995), Villám emlékérem (1995), a Haza Hálájának emlékérme (1996), a kivételes tettek kitüntetése (1996), Vihar emlékérem (1998), Ante Starčević-érdemrend (1998), továbbá dicséret a horvát fegyveres erők legfelsőbb parancsnokától.
2002 szeptemberében a volt Jugoszláviával foglalkozó nemzetközi büntetőtörvényszék beidézte Bobetkót. Ő volt a legrangosabb horvát tiszt, akit a törvényszék beidézett. Bobetko megtagadta a vádak megtárgyalását és a bíróság előtti megjelenést, arra hivatkozva, hogy a vád megkérdőjelezi a horvát katonai műveletek legitimitását. Az SDP-HSLS koalíció vezette horvát kormány nem foglalt egyértelmű álláspontot a kiadatásával kapcsolatban. Ekkor már Bobetko súlyos beteg volt. 2002-ben az Egyesült Királyság leállította Horvátországnak az Európai Unióval kötött stabilizációs és társulási megállapodásának ratifikációs folyamatát, amiatt ahogyan a horvát kormány kezelte a Bobetko-ügyet. Bobetko 2003-ban, 84 évesen halt meg azelőtt, mielőtt végleges döntés született volna kiadatásával kapcsolatban.

## Művei
- Dubrovnik: jedno lice rata: 1991-1992.: Primorje, Župa, Cavtat, otoci, Konavle, Fond Sv. Vlaho, Zagreb, 1993 (társszerző: Marija Braut)
- Sve moje bitke, vl. naklada, Zagreb, 1996
- Sava je ipak potekla prema Zagrebu: govori, članci, intervjui 1990. – 2002., vl. naklada, Zagreb, 2002

## Fordítás
Ez a szócikk részben vagy egészben  a   Janko Bobetko című horvát Wikipédia-szócikk ezen változatának fordításán alapul.  Az eredeti cikk szerkesztőit annak laptörténete sorolja fel. Ez a jelzés csupán a megfogalmazás eredetét és a szerzői jogokat jelzi, nem szolgál a cikkben szereplő információk forrásmegjelöléseként.